# 傑克遜鎮區 (阿肯色州達拉斯縣)
傑克遜鎮區（英語：Jackson Township）是位於美國阿肯色州達拉斯縣的一個行政鎮區。

## 地方資料
傑克遜鎮區的面積為92.84平方千米，當中陸地面積為92.82平方千米，而水域面積為0.02平方千米。根據2010年美國人口普查的數據，當地共有人口190人，而人口密度為每平方千米2.05人。